# 第十一世班禅争议
第十一世班禅争议是关于更登确吉尼玛和确吉杰布誰是第十世班禅喇嘛轉世的第十一世班禅喇嘛的争议。第十四世达赖喇嘛和藏人行政中央认定是更登确吉尼玛，而中华人民共和国政府认定是确吉杰布。

## 选举班禅喇嘛
1989年第十世班禅额尔德尼圆寂后，即开始寻找转世灵童。按通常情况下，5年内转世灵童身份就能确定，这要归功于请教达兰萨拉的乃琼护法。在经过藏传佛教一系列传统宗教仪轨（基于十世班禅高级顾问的梦和预兆）之后，由第十四世达赖喇嘛最终认定。
中国政府按照传统宗教仪轨，任命恰扎·强巴赤列为灵童寻访小组的组长，主持寻找十世班禅的转世灵童。小组的目标并非寻找单独的一名灵童、而是一组，并随后用金瓶掣签的方式随机选出一位为新的班禅。但有传言称，中国政府曾允许灵童寻访小组的组长恰扎·强巴赤列联系流亡在印度的达赖喇嘛，希望相互承认认定灵童的程序，以使寻找灵童顺利完成而沒有争议。
1994年，二十五名转世灵童候选人被认定。恰扎·强巴赤列将所有详情都通报给达赖喇嘛，并宣称根据所有迹象指出更登确吉尼玛是十世班禅喇嘛的转世。1995年2月，达赖喇嘛回复恰扎·强巴赤列，称根据占卜认定更登确吉尼玛的转世身份。此時人選尙未公佈，恰扎·强巴赤列试图公开模仿1949年寻找九世班禅的转世灵童的方式避免金瓶掣签，令中国政府先行公布更登确吉尼玛的认定结果，再由达赖喇嘛确认。不过在1995年3月，中国政府坚持要以金瓶掣签的方式，从三至五名候选人中选出灵童。最终于5月14日，达赖喇嘛抢先在达兰萨拉的广播中宣布，更登确吉尼玛被认定为十一世班禅喇嘛。
达赖喇嘛的举动使中国政府极其尴尬并强烈不满，灵童寻访小组组长恰扎·强巴赤列被秘密逮捕。11月，中国政府以金瓶掣签的方式选举出确吉杰布，并认定为十一世班禅喇嘛。达赖喇嘛则对此不予承认。1997年5月，西藏自治区日喀则市中级人民法院以分裂国家罪和故意泄露国家秘密罪，判处恰扎·强巴赤列有期徒刑6年、剥夺政治权利3年。
更登确吉尼玛自六岁起失踪。2015年9月6日，西藏自治區黨委常委罗布顿珠在记者会上回应称中国中央政府具有活佛转世的认定权，并表示更登确吉尼玛“正在接受教育，正常地生活、健康成长，他也不希望受到任何的干扰”。
由于达赖喇嘛和班禅额尔德尼在格鲁派内部有着互相认证、互为师徒的传统，有人担心第十一世班禅的法统问题如得不到妥善解决，在第十四世达赖圆寂后甚至将可能影响到第十五世达赖的认证传承。